# Източен брадат дракон
Източен брадат дракон (Pogona barbata) е вид влечуго от семейство Агамови (Agamidae). Видът не е застрашен от изчезване.

## Разпространение
Разпространен е в Австралия (Виктория, Куинсланд, Нов Южен Уелс и Южна Австралия).